# 風俗第四号営業
風俗第四号営業（ふうぞくだいよんごうえいぎょう）とは風俗営業適正化法が、その第二条第一項の第四号にて定義する風俗営業のことで、遊技業の一つである。

## 概要
第四号営業では、麻雀やパチンコなど、客に射幸心をそそるおそれのある遊技をさせる。それらのうち、ぱちんこ、回胴式遊技機（パチスロ）、アレンジボール遊技機、じゃん球遊技機ほかいくつかの遊技機による営業については、一定の条件のもとに、遊技の結果により賞品を提供することが許容されている。その条件は、法第十九条に基づいて、風俗営業適正化法の下位法令である風俗営業適正化法施行規則で定められる。
国家公安委員会規則では、その第九条で遊技機の要件を定め、同三十五条第2項で賞品の提供方法に関する基準を定めている。
なお、風俗営業適正化法では、もう一つの遊技業として第五号営業を定めているが、こちらは第四号営業と異なり、遊技の結果によって賞品を提供することは、法第二十三条にて禁じられている。
2016年6月23日の改正風適法施行以前は、この営業は同じ第二条第一項の第七号にて規定されており、「七号営業」などと呼ばれていた。この改正で第七号はなくなった。
建築基準法では第二種住居地域・準住居地域・近隣商業地域・商業地域・準工業地域・工業地域で建設可能だが、第二種住居地域・準住居地域・工業地域では延床面積10,000㎡以下の制限がある。この規制は場外勝馬投票券発売所などにも適用される。

## 営業時間の制限
風俗営業適正化法は、全ての風俗営業について、原則として午前0時から朝6時までの営業を許容していない（法第十三条）。ただし「都道府県が習俗的行事その他の特別な事情のある日として当該条例で定める日」及び「午前零時以後において風俗営業を営むことが許容される特別な事情のある地域」については、都道府県条例により定めがある範囲で午前0時以降も営業を行うことができる（日の出営業も参考）。
これに加え、地方によっては、営業を開始してよい時刻を条例で定めることができる（法第十三条2項）。

## 具体的な業態例
- 雀荘
- パチンコ店